# Teaterhögskolan i Luleå

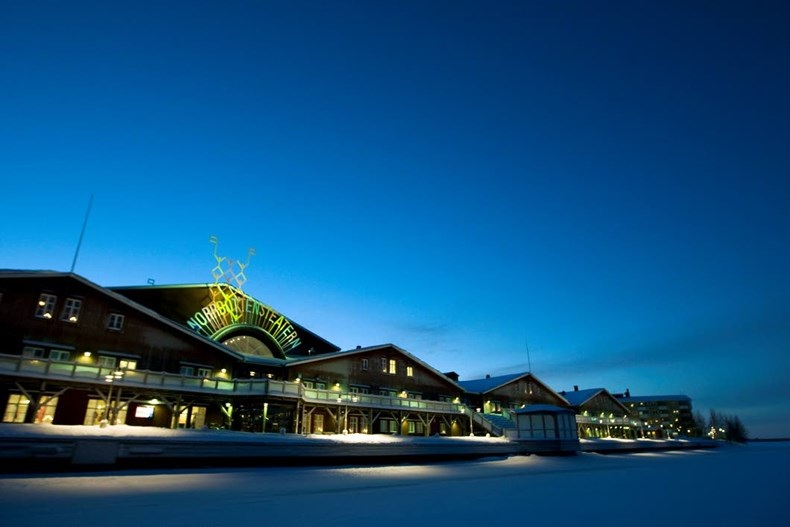
Teaterhögskolan

Skådespelarprogrammet vid  Luleå tekniska universitet ges på Teaterhögskolan i Luleå. Det är en statlig scenskola som utbildar skådespelare för teater, film, TV och radio. Huvudämnet är scenisk framställning, men utbildningen innehåller också teknikämnena röst och tal, kropp och rörelse samt sång. Skådespelarprogrammet omfattar 180 hp och ger en konstnärlig kandidatexamen i teater – huvudområde scenisk framställning.
Utbildningen startade 1996 i ett samarbete mellan universitetet och Norrbottensteatern som ligger i samma byggnad. Teaterhögskolan är Sveriges minsta. Åtta elever antas varje udda år.

## Alumni

### 2000
- Hakim Jakobsson
- Sofia Ledarp
- Lisa Werlinder
- Cecilia Milocco

### 2001
- Jimmy Lindström
- Åsa Widéen

### 2003
- David Carmel
- Boris Glibusic
- Sara Nygren
- Martin Sundbom
- Josef Säterhagen
- Gloria Tapia
- Ida Wahlund

### 2005
- Ingemar Raukola
- Filip Tallhamn
- Helena Thornqvist

### 2007
- Gabriella Widstrand
- Henrik Svalander
- Christopher Wagelin

### 2010
- Saskia Husberg

### 2015
- Philip Lithner